# Alfred Montmarquette
Alfred Montmarquette (* 6. April 1871 in New York City; † 24. Mai 1944 in Montreal) war ein kanadischer Folkmusikkomponist und Akkordeonist.
Der musikalische Autodidakt erlernte schon in seiner Jugend das Akkordeonspiel und eignete sich ein Repertoire von Folksongs an. Im Alter von über fünfzig Jahren kam er Anfang der 1920er Jahre nach Montreal, wo er als Gast in Conrad Gauthiers Veillées du bon vieux temps bekannt wurde. Mit Adélard Saint-Jean und Henri Langlois bildete er ein Trio, das unter den Namen Trio du Vieux-Québec, Trio Sainte-Catherine, Vieux Quatuor québécois und Vagabonds de Montréal zwischen 1928 und 1932 bei den Labels Brunswick und Starr mehr als 100 Stücke aufnahm, darunter Marche Montmarquette, Marche Cécilia, Valse Clarisse, Valleyfield Reel, Valse des nations und Marche de Trois-Rivières. An vielen Aufnahmen wirkten auch Ovila Légaré, Eugène Daigneault, Arthur Lefebvre und die Sängerin Mary Bolduc mit. 
Wie die meisten Folkmusiker seiner Generation konnte Montmarquette nicht von seiner Musik leben und arbeitete als Steinmetz. Er starb 1944 verarmt und alkoholkrank in einem Altenheim.